# さくらソフト
株式会社さくらソフト（Sakurasoft）は、かつて存在した日本のコンピュータゲームメーカー。

## 概要
1998年に千葉県の学生エンジニアによって設立。当初はSI事業や携帯向けの通信販売サイトのシステム開発を手掛けていたが、2010年にソーシャルゲーム事業へ進出。
ソーシャルゲーム事業進出後は「モンスター☆モンスター」「神装!!ヴァルキリーカード」「帝国戦記」などをリリースし、これらのタイトルがヒットしたことから2014年8月期は約15億円の売上があった。
2017年4月には「アルスラーン戦記 戦士の資格」をリリースしたものの、翌年8月にサービスが終了した。その後は同業者間との競争により業績が悪化し、2018年8月期の売上も約9億円にまで落ち込んだ。その後もヒット作には恵まれなかった。
2020年に入ってからは本社を住友ケミカルエンジニアリングセンタービルから、本店所在地と同一の千葉市花見川区へ移転したり、取締役を2名削減するなどの経費削減を図ったが、業績や資金繰りの改善には至らなかった。このためさくらソフトは、2021年4月7日に千葉地方裁判所から破産手続開始決定を受けた。子会社であったまかねソフトも、同年4月14日に千葉地方裁判所から破産手続開始決定を受けた。負債総額はさくらソフトは約2億1000万円。さくらソフトとまかねソフトの2社合計で約3億4000万円。
さくらソフト運営していたタイトルの内、「帝国戦記」と「テイルズ オブ アスタリア」は運営体制の見直しなどによりサービスが継続されるが、他のタイトルは破産手続開始決定と同時にサービスが終了した。
さくらソフトは2022年4月13日に法人格が消滅した。

## 運営・開発を行っていた主なタイトル
- モンスター☆モンスター
- 神装!!ヴァルキリーカード
- 帝国戦記
- アルスラーン戦記 戦士の資格
- テイルズ オブ アスタリア
- Magicソリティア～魔術士オーフェンはぐれ旅～[9]
- 真・恋姫夢想～乙女乱舞～